# Santa Eugénia de Rio Covo
Santa Eugênia de Rio Covo is een plaats (freguesia) in de Portugese gemeente Barcelos en telt 1 399 inwoners (2001).